# Mordella priscula
Mordella priscula es una especie de coleóptero de la familia Mordellidae.

## Distribución geográfica
Habita en Colorado (Estados Unidos).